# 1re cérémonie des Africa Movie Academy Awards
La 1re cérémonie des Africa Movie Academy Awards s'est tenue le 30 mai 2005 au Gloryland Cultural Center à Yenagoa, Bayelsa State, Nigeria, pour honorer les meilleurs films africains de 2004. La cérémonie a été retransmise en direct à la télévision nationale nigériane.
L' actrice de Nollywood Stella Damasus-Aboderin et l'acteur de Nollywood Segun Arinze ont animé la cérémonie.

## Gagnants

### Récompenses majeures
Les gagnants des 14 catégories de prix sont répertoriés en premier et mis en évidence en caractères gras.
| - Les maires (Nigéria)                                                             | - Dickson Iroegbu – Les maires                                                   |
| Meilleure actrice dans un rôle principal                                           | Meilleur acteur dans un rôle principal                                           |
| - Geneviève Nnaji                                                                  | - Richard Mofe Damijo - Les maires                                               |
| Meilleure actrice dans un second rôle                                              | Meilleur acteur dans un second rôle                                              |
| - Omotola Jalade Ekeinde                                                           | - Sam Dede - Les maires                                                          |
| Meilleur film autochtone                                                           | Meilleur enfant acteur                                                           |
| - Ori (Nigéria)                                                                    | - Valiance Moneke                                                                |
| Meilleure photographie                                                             | Meilleur scénario                                                                |
| - Connexion Abuja (Nigéria)                                                        | - Les maires (Nigéria) - Cerveau - Afonja (Nigéria) - Hier (Afrique du Sud)      |
| Meilleure partition musicale                                                       | Meilleur son                                                                     |
| - Osuofia à Londres (Nigéria) - Ori (Nigéria) - Aziza - Jeux pour femmes (Nigéria) | - Hier (Afrique du Sud) - Oeil des Dieux (Nigéria) - Osuofia à Londres (Nigéria) |
| Meilleur maquillage                                                                | Meilleur déguisement                                                             |
| - Hier (Afrique du Sud) - Oeil des Dieux (Nigéria) - Jeux pour femmes (Nigéria)    | - Cerveau - Dabi-Dabi - Oeil des Dieux (Nigéria) - Afonja (Nigéria)              |
| Meilleur montage                                                                   | Meilleurs effets spéciaux                                                        |
| - Hier (Afrique du Sud) - Les maires (Nigéria) - Jumeaux dangereux (Nigéria)       | - Œil des Dieux (Nigéria) - Œuf de vie (Nigéria) - Jumeaux dangereux (Nigéria)   |
| Prix d'excellence pour l'ensemble de sa carrière : Amaka Igwe                      |                                                                                  |